# ジミー入枝
ジミー入枝（ジミーいりえだ、本名：入枝伸也（いりえだ しんや）、1972年10月1日 - ）は、鹿児島県を拠点に活動する日本のミュージシャン（ボーカリスト・シンガーソングライター）、ディスクジョッキー。南日本放送タレント（2020年10月～）の一員もある。
鹿児島県いちき串木野市出身。いちき串木野市観光大使。串木野まぐろ大使。曽於市PR大使。

## 略歴
- 1988年 - 高校の同級生とドゥーワップ・グループ『ジミー入枝とザ・キングタウンズ』結成（～現在）。
- 1989年 - 内田正人（ザ・キング・トーンズ）と師弟関係を結ぶ[1]。
- 1990年 - 『TEENS' MUSIC FESTIVAL』全国大会出場[2]。
- 1995年 - 大学卒業後上京。寺本修［ザ・キング・トーンズ専属バンドマスター］のバンドボーイとして業界入り。『トゥインクル・コンサート』にてプロ初舞台（東京・大井競馬場）。
- 1997年 - 修業の年季明けで鹿児島県に戻る。同年秋開局『鹿児島シティFM』に参加。
- 1999年 - MBCラジオ「土曜はおまかせ「うねうねWEEKEND」」ジングル担当（～2011年）。『こぶ茶バンド』鹿児島公演時のインタビューが縁で後にウクレレを高木ブーに師事。
- 2001年 - オリジナル曲「ワンダフル・デイ!」でCDデビュー（スーパーバイザー：内田正人）。
- 2004年 - 内田正人の病気療養に伴い，『ザ・キングトーンズfeaturingジミー入枝』として，本家のリードボーカルを長年代演。
- 2005年～2007年 - 『フジロックフェスティバル（2005年・2006年・2007年）』にザ・キングトーンズのサポートメンバーとして出演。
- 2007年 - ザ・キング・トーンズ：川島豊・石塚勇と『Jimmy And The Vivids』としてデビュー。 ライオン「ルック・オーツークリーナー」CMソング放送(THE KINGTONES & Jimmy)[3]。NHK-FM『ザ･セッション2007(2007年11月18日放送)』上田正樹氏主演の回に客演 [4]。
- 2012年 - 『ARABAKI ROCK FEST.（2012年）』出演（ザ・キングトーンズfeaturingジミー入枝）。
- 2014年 - 【JRN全日本ラジオ新番組選手権】3位入賞（MBCラジオ「ジミー入枝のドゥーワップ・ステーション」）。
- 2016年 - NACK5『鈴木雅之 FUNKY BROADWAY（11月6日放送）』にて鈴木雅之に紹介され楽曲も放送される[5]。
- 2017年 - ニッポン放送「藤井フミヤのオールナイトニッポンPremium」電話出演。
- 2019年 - TOKYO FM/JFN『第9回 村上RADIO～冬の炉端で村上SONGS～（12月15日放送）』にて，村上春樹に紹介され楽曲も放送される[6]。
- 2020年 - TBSラジオ「土曜朝6時 木梨の会。（11月7日放送）」[7][8][9]【木梨の大音楽会。フェスってゆー!!】/パシフィコ横浜に出演[10]。
- 2021年 - NACK5『鈴木雅之 FUNKY BROADWAY（1月31日放送）』にて，鈴木雅之に紹介され楽曲も放送される[11]。 TBSラジオ「土曜朝6時 木梨の会。（10月30日[1]・11月6日）」オリジナルソング放送・電話出演[12]。火曜会ネットワーク「亀渕昭信のお宝POPS（12月4日）」電話出演。
- 2022年 – TBSラジオ「土曜朝6時 木梨の会。（2022年11月5日）」スタジオ生出演。2022年11月5日【今朝の３枚】 | トピックス | TBSラジオ FM90.5 + AM954～何かが始まる音がする～ (tbsradio.jp)
- 2023年 – TBSラジオ「土曜朝6時 木梨の会。（2023年3月4日）」スタジオ生出演。2023年3月4日【今朝の３枚】 | トピックス | TBSラジオ FM90.5 + AM954～何かが始まる音がする～ (tbsradio.jp)　FM-NACK5『鈴木雅之FUNKY BROADWAY(2023年7月9日放送)』にて，鈴木雅之氏に紹介され楽曲「ベビベビ」もOA（２年５カ月ぶり３回目）オンエアー楽曲検索 - FM NACK5 79.5MHz（エフエムナックファイブ）

## 出演番組
- ジミー入枝のドゥーワップ・ステーション（MBCラジオ、熊本放送）
- まぐろの館 ただ今、朝礼中（MBCラジオ）
- たんぽぽ倶楽部（MBCラジオ） - コーナーレギュラー、テレフォン人生相談直前番組
- Music Express（MBCラジオ）- 金曜DJ
- ジミー入枝のですです～ON MY MIND（FMさつませんだい）
- てゲてゲ（MBCテレビ） - ナレーション担当

## ディスコグラフィー
| 発売日        | タイトル                                         | 形態           |
| ------------- | ------------------------------------------------ | -------------- |
| 2001年1月1日  | ワンダフル・デイ！                               | シングル       |
| 2005年4月27日 | ドゥーワップ串木野さのさ                         | シングル       |
| 2007年2月21日 | DOO-WOP〜Simple but Heartwarming Sound〜         | アルバム       |
| 2007年6月13日 | Boogie－Woogie Train（Jimmy and the Vivids）     | シングル       |
| 2008年5月21日 | ドゥーワップ・ハンヤ～ドゥーワップde鹿児島民謡～ | 10曲入シングル |
| 2008年7月23日 | ザ・キングトーンズ／ゴールデン☆ベスト            | アルバム       |
| 2010年3月21日 | ドゥーワップde昭和歌謡                           | アルバム       |
| 2011年6月21日 | ドゥーワップde童謡唱歌                           | アルバム       |
| 2014年1月30日 | DeBuT/デスティニー・ブラザーズ                   | アルバム       |
| 2016年1月13日 | たんぽぽのように…                                | アルバム       |
| 2022年10月1日 | ポッポ・ポップ                                   | アルバム       |
| 2023年7月19日 | ベビベビ                                         | シングル       |
| 2024年2月6日  | みんなでカンパイ                                 | 配信シングル   |

## 楽曲制作
- 「ベビベビ」「ワンモア・モア・ステップ」「渋滞解消」 　作詞：ジミー入枝、木梨憲武／作曲：ジミー入枝
- 「あの星みつめて～さよなら12／8～」 　作詞・作曲：所ジョージ、ジミー入枝
- 「ひなたのふとん 菱友 19秒」 　作詞・作曲：ジミー入枝（ひなたのふとん 菱友：ＣＭソング）
- ジミー入枝：公式サイト: ベビベビ (synapse-blog.jp)
- 「みんなでカンパイ！」 　作詞・作曲：ジミー入枝／プロデュース：木梨憲武・矢吹俊郎／ダンス振付：KIMI　U-YEAH［DA PUMP］
- 「みんなでカンパイ！～スペシャルVersion～」（うた：木梨憲武 feat. ジミー入枝／2023年10月－2024年2月限定公開） ジルーと麦若丸の歌とダンス「みんなでカンパイ」誕生！ ｜ お知らせ ｜ さんさん♪ジルー＆麦若丸の里 (jirumugi.com)

## 公式サイト
- 『ジミー入枝/Jimmy　Irieda』OFFICIAL SITE
- ジミー入枝 (@shinya_jimmy_irieda) - Instagram
- ジミー入枝 (@jdream1103) - X（旧Twitter）